# 1979 en Nouvelle-Écosse
Chronologie de la Nouvelle-Écosse
- 1975
- 1976
- 1977
- 1978
- 1979
- 1980
- 1981
- 1982
- 1983

Cette page concerne des événements d'actualité qui se sont produits durant l'année 1979 dans la province canadienne de la Nouvelle-Écosse.

## Politique
- Premier ministre : John Buchanan
- Chef de l'Opposition :
- Lieutenant-gouverneur : John Elvin Shaffner
- Législature :

## Naissances

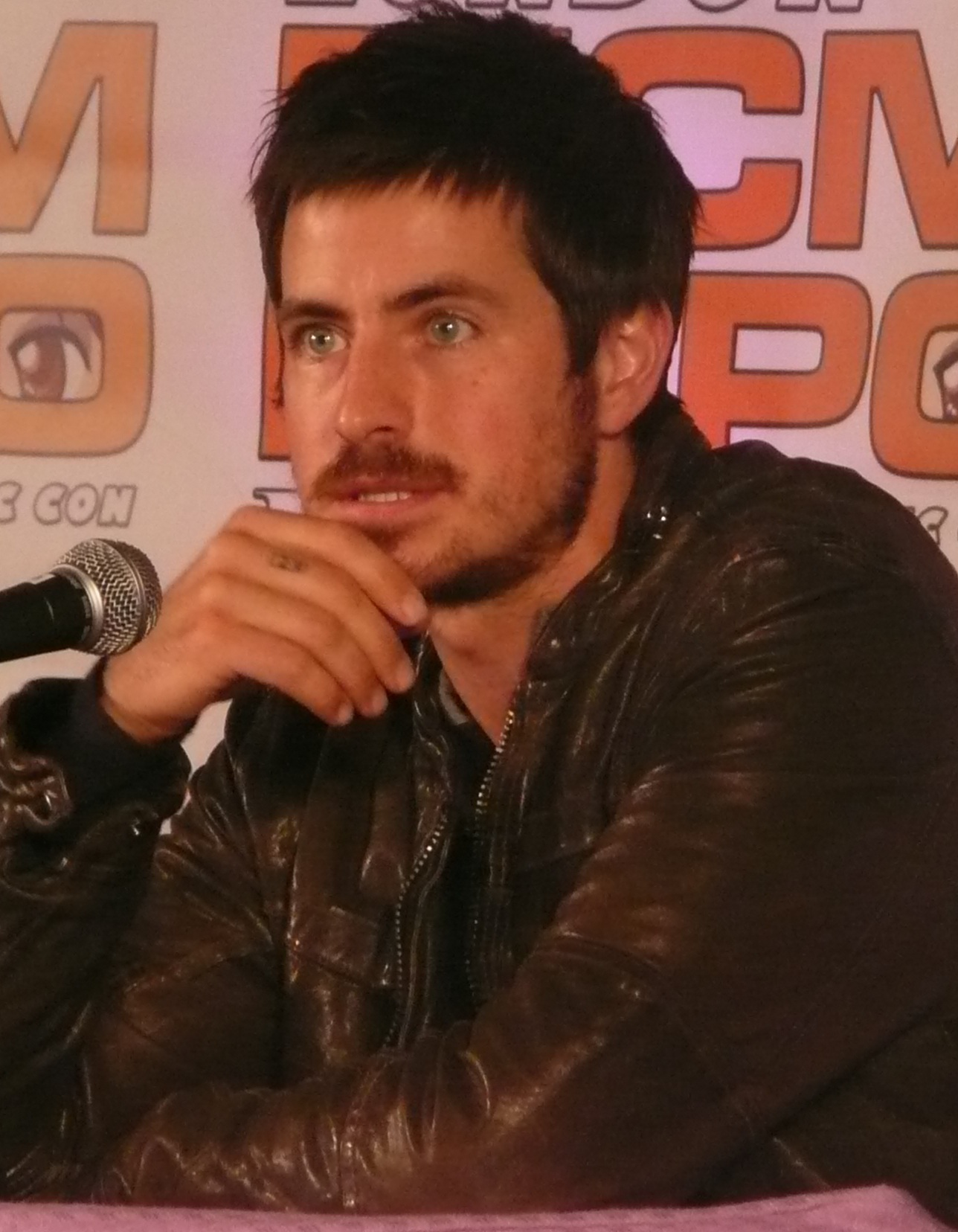
Craig Olejnik

- 1er juin : Craig Olejnik (né à Halifax (Nouvelle-Écosse) est un acteur canadien. Il est connu pour son rôle principal dans la série télévisée The Listener (il est Toby Logan un ambulancier, possédant l'étrange capacité de lire les pensées, c'est un télépathe)[1]. Avant cela il a aussi travaillé dans d'autres projets télévisuels incluant Runaway, 13 fantômes (Thir13en Ghosts), Margaret's Museum et Wolf Lake. Il est aussi le réalisateur, scénariste et producteur du film Interview with a Zombie.